# Aquí me quedo
Aquí me quedo es una película guatemalteca filmada en Quetzaltenango, dirigida por Rodolfo Espinoza Orantes y protagonizada por Carlos Hernández, Andrés Zea y Beatriz del Cid.

## Argumento
«Paco» (Carlos Hernández, —alias «El Gordo»—) es un hombre tranquilo que viaja desde Cuyotenango hasta Quetzaltenango para poner en orden sus ideas con la ayuda de la única persona en la que confía: su tío Juancho, enterrado desde hace quince años en el cementerio quetzalteco. Mientras le está explicando sus motivos a su esposa (Beatriz del Cid), se le cruza Willy (Andrés Zea), un quetzalteco psicótico quien le apunta con una pistola y quien está dispuesto a matar a Paco ese mismo día.
Willy lleva secuestrado a su «nuevo amigo» por toda la ciudad a punta de pistola. Paco trata de encontrar la forma de escapar mientras Willy busca el valor para apretar el gatillo.  Durante este secuestro, se forja una extraña amistad entre ambos, al punto que terminan confensando el uno al otro el origen de sus problemas: Paco siempre ha sido un perdedor, quien al fin consiguió algo bueno en su vida cuando se casó con su esposa, pero empezó a sufrir de disfunción eréctil una día en que luego de una borrachera, él estaba en el cuarto de baño cuando su esposa entró a defecar y ahora no puede borrar ese recuerdo; por su parte, Willy trabajaba en un hotel en Quetzaltenango y se enamoró de una turista estadounidense, pero como no pudo consumar su idilio, perdió su trabajo.

## Escenografía
La película fue filmada en Quetzaltenango y muestra numerosos lugares representativos de la ciudad; entre ellos: el Teatro, el cementerio general de la localidad, la iglesia de San Juan de Dios, el túnel de Zunil, el Arco del Centenario de la revolución de 1897, Cerro Quemado, el Parque Central, y la cantina «La Tejana».

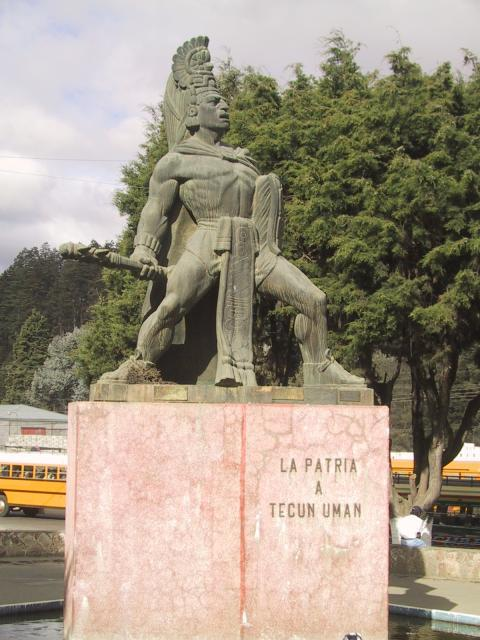
Monumento a Tecún Umán. Mientras pasan en carro por el lugar en que se ubica el monumento, Willy le explica a Paco su versión de cómo murió el héroe guatemalteco.
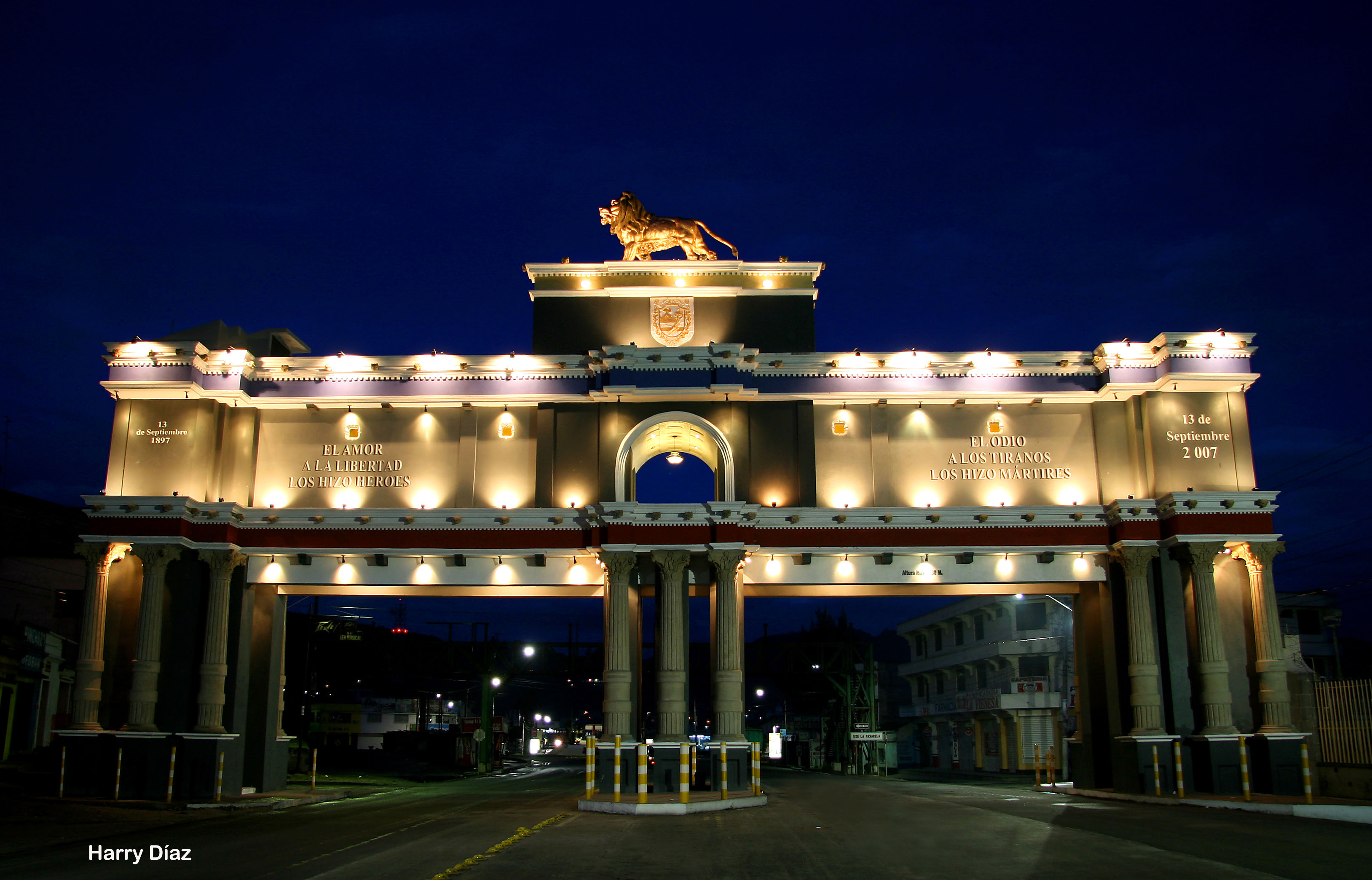
Arco del Sexto Estado y del Centenario de la Revolución quetzalteca
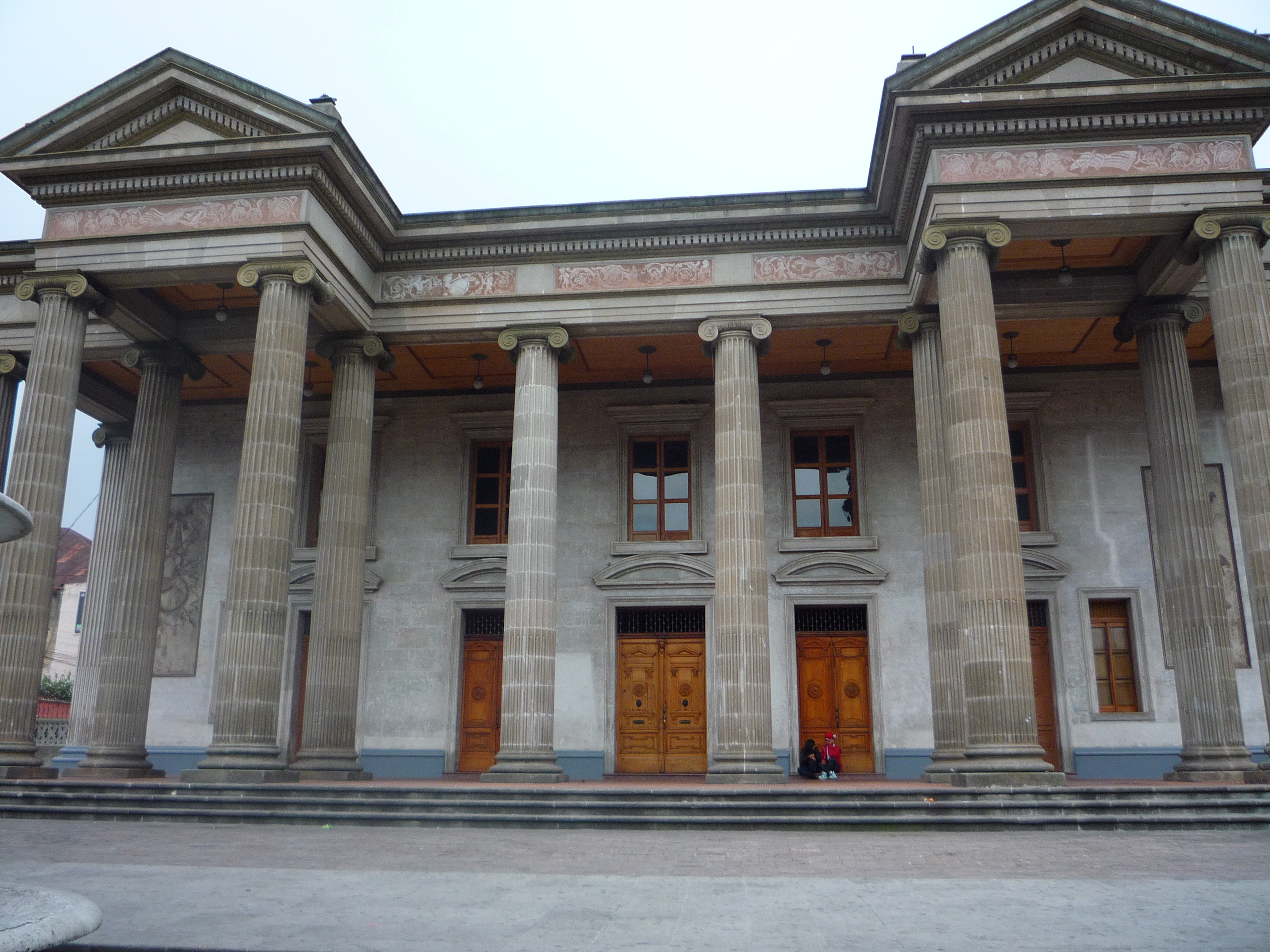
Teatro Municipal
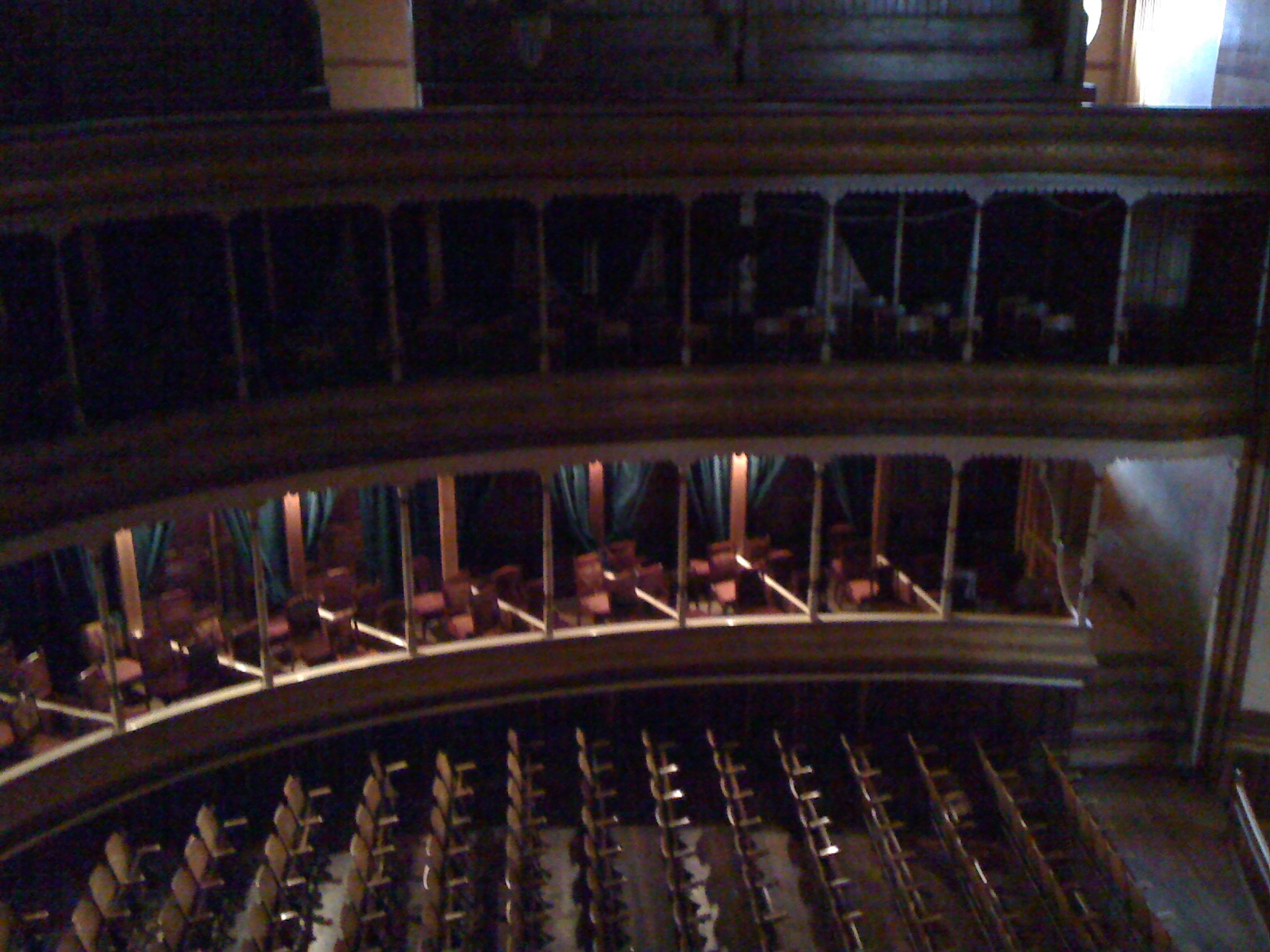
Interior del Teatro Municipal.  Cuando persigue a Paco en el interior del teatro, Willy le pide a una niña que interprete Noche de luna entre ruinas al piano.
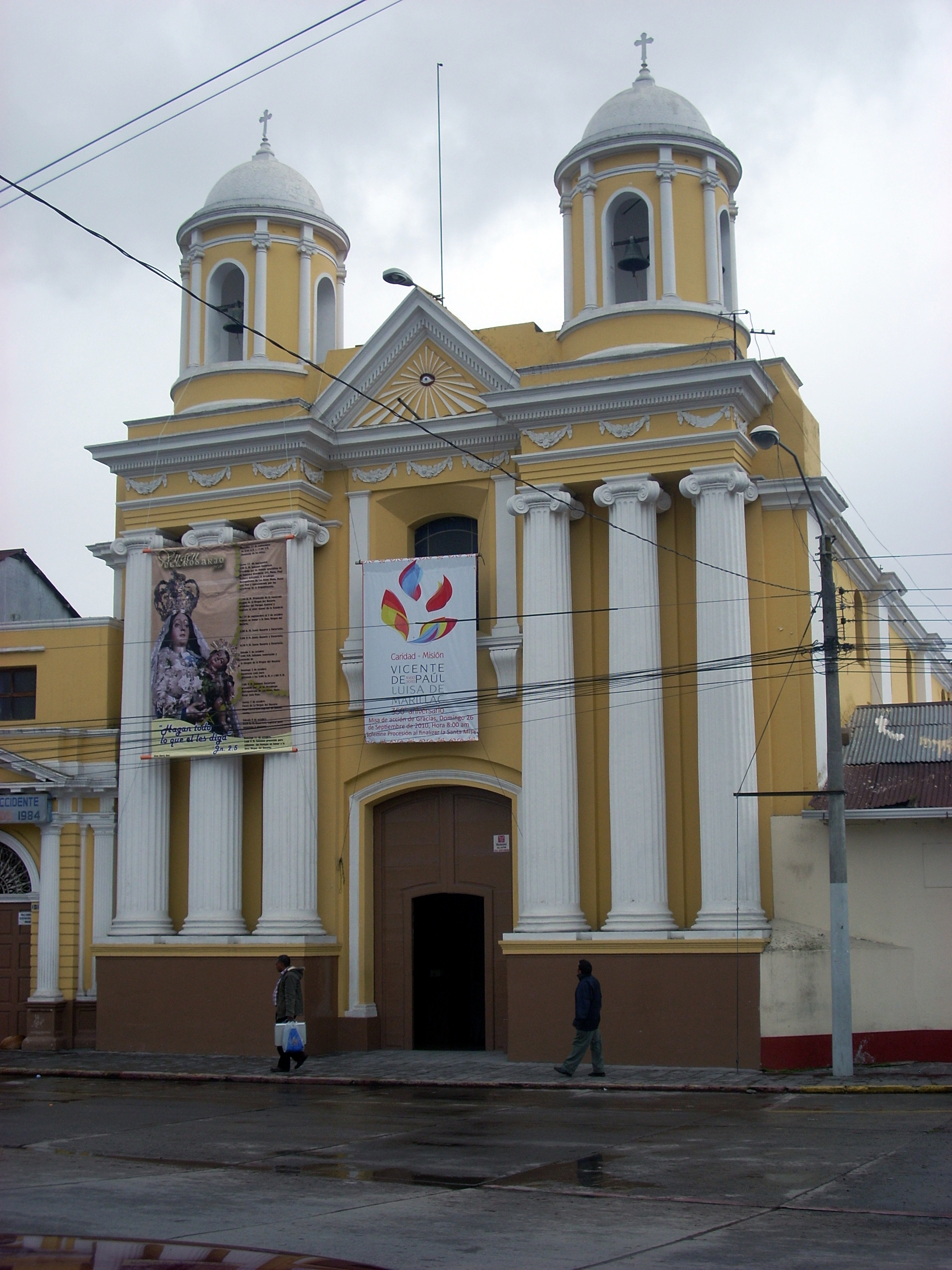
Iglesia de San Juan de Dios. Frente a la iglesia, Willy obliga a Paco a hincarse y confesarse.

## Música
Aparte de integrar música original de Carlos Hernández —alias «El Gordo», quien también protagoniza la película en el papel de «Paco»— el filme incluye dos clásicos musicales de Quetzaltenango:  Luna de Xelajú del compositor Paco Pérez y una versión para piano de Noche de luna entre ruinas del compositor Mariano Valverde.

## Reparto
- Carlos Hernández: Paco/Mario Francisco del Cid
- Andrés Zea: Willy
- Beatriz del Cid: Cussy